# Rubus criniger
Rubus criniger är en rosväxtart som först beskrevs av Edward Francis Linton, och fick sitt nu gällande namn av William Moyle Rogers. Rubus criniger ingår i släktet rubusar, och familjen rosväxter. Inga underarter finns listade i Catalogue of Life.